# Martin Dougiamas
Martin Dougiamas (20 agosto 1969) è un educatore e informatico australiano. La sua ricerca sui modelli di apprendimento e insegnamento online basati sul costruzionismo lo ha portato allo sviluppo della piattaforma di apprendimento open source Moodle.
Dougiamas è il fondatore e CEO di Moodle Pty Ltd, la società che guida lo sviluppo di Moodle, finanziata in parte attraverso i fornitori di servizi che appartengono alla rete dei Moodle Partner. Fin dal 2012 Moodle è diventato uno tra i principali sistemi di gestione dell'apprendimento online del mondo.

## Biografia

### I primi anni
Da bambino Dougiamas visse per alcuni anni nel deserto dell'Australia occidentale, dove studiò a casa utilizzando il programma australiano di distribuzione dei materiali didattici con aerei nelle aree isolate. Solamente quando la sua famiglia si trasferì a Perth, riuscì a frequentare in modo tradizionale prima la scuola secondaria di West Balcatta e poi la scuola secondaria di Balcatta nella periferia settentrionale della città. In un'intervista del 2010 Dougiamas ha affermato che forse questa insolita esperienza educativa lo ha preparato per lo sviluppo di una piattaforma di apprendimento basata su Internet.

### La ricerca, lo sviluppo di Moodle e la sua rilevanza

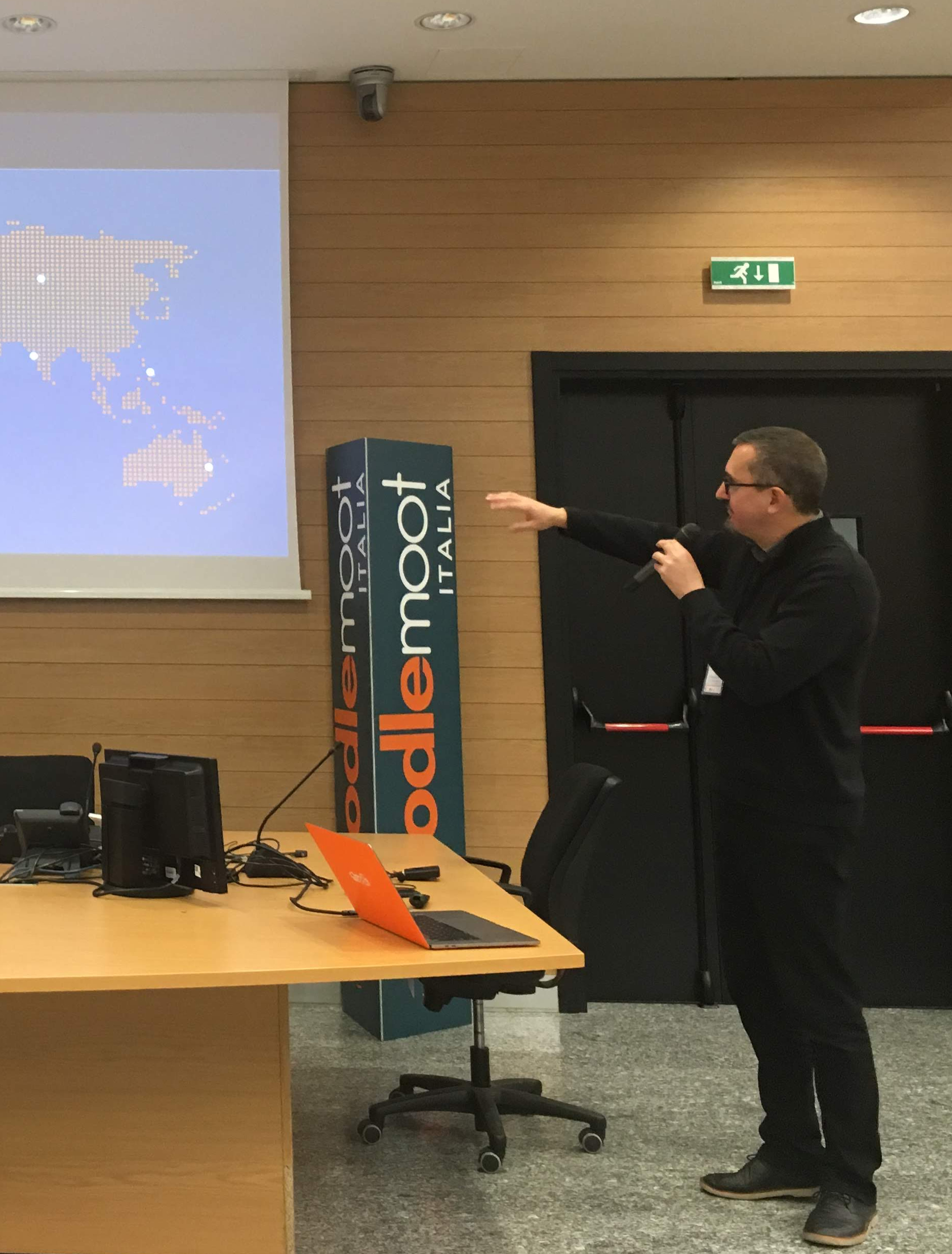
Martin Dougiamas - MoodleMoot Italia, Università Milano Bicocca, 2018

Dougiamas ha iniziato a sviluppare gli strumenti informatici che avrebbero costituito il nucleo di ciò che sarebbe diventato Moodle durante i suoi studi per la laurea specialistica ed in seguito per il dottorato di ricerca presso la Curtin University. La sua tesi di dottorato era intitolata: "The use of Open Source software to support a social constructionist epistemology of teaching and learning within Internet-based communities of reflective inquiry" ("L'uso di software Open Source come base per un'epistemologia del costruzionismo sociale dell'insegnamento e dell'apprendimento all'interno di comunità di pratica online basate sull'analisi e la riflessione"). La sua sperimentazione con Moodle nell'ambito della sua ricerca di dottorato, portò ad un'ampia diffusione dello strumento, tanto da spingerlo alla sospensione della sua carriera universitaria.
Dougiamas, come sostenitore del software open source è stato sempre molto attivo nel promuovere questa filosofia. Nel 2006 ha partecipato al dibattito che ha portato alla revoca da parte dell'Ufficio Brevetti degli Stati Uniti della richiesta di brevetto presentata da Blackboard (n. 6988138) per "Sistema e metodi basati su Internet per il supporto all'istruzione".
Nel 2012, dopo aver fatto un'offerta poi rifiutata di acquisizione di Moodle, Blackboard è diventata Moodle Partner gestendo l'ambiente Moodle Rooms. La collaborazione si è conclusa nel 2018.

## Riconoscimenti
Dopo aver ascoltato la presentazione di Dougiamas "The Moodle Open-Source LMS: history, theory and future" nell'ambito del e-Fest 2004 a Wellington, Brent Simpson, del Centre for Flexible and Distance Learning - Università di Auckland in Nuova Zelanda, ha scritto: "è uno dei rari casi nello sviluppo di software Open Source in cui la persona giusta con il carattere giusto appare esattamente al momento giusto: Martin Dougiamas è il Linus Torvalds del mondo LMS e il suo software è il Linux degli LMS."
Nel 2008 Dougiamas ha vinto il premio Google-O'Reilly Open Source nella categoria Education Enabler.
Nel 2016 Dougiamas ha ricevuto un dottorato onorario all'Università di Vich - Universidad Central de Cataluña "per il suo contributo al software open-source attraverso la sua leadership nella piattaforma Moodle".
Nel 2018 Dougiamas ha ricevuto un dottorato onorario presso l'Université catholique de Louvain.

## Pubblicazioni
- Dougiamas, M. and Taylor, P.C. (2003) Moodle: Using Learning Communities to Create an Open Source Course Management System. Proceedings of the EDMEDIA 2003 Conference, Honolulu, Hawaii.
- Dougiamas, M. and Taylor, P.C. (2002) Interpretive analysis of an internet-based course constructed using a new courseware tool called Moodle, Proceedings of the Higher Education Research and Development Society of Australasia (HERDSA) 2002 Conference, Perth, Western Australia.
- Taylor, P.C., Maor, D. & Dougiamas, M. (2001) Monitoring the Development of a Professional Community of Reflective Inquiry via the World Wide Web, Teaching and Learning Forum 2001, Curtin University of Technology.
- Dougiamas, M. and Taylor, P.C. (2000) Improving the effectiveness of tools for Internet-based education, Teaching and Learning Forum 2000, Curtin University of Technology.
- Fairholme, E., Dougiamas, M. and Dreher, H. (2000) Using on-line journals to stimulate reflective thinking, Teaching and Learning Forum 2000, Curtin University of Technology.
- Dougiamas, M. (1992) Data-Driven Reconstruction of Planar Surfaces from Range Images, Computer Science Honours Dissertation, Curtin University of Technology, Perth, Australia.